# Wilmington (Jižní Austrálie)
Wilmington je městem a lokalitou v Jižní Austrálii. Město se nachází 305 kilometrů severně od hlavního města státu, Adelaide. Lokalita měla v roce 2016 celkem 581 obyvatel. Sídlí zde zemědělská komunita, která chová ovce a pěstuje pšenici, ječmen, ale i olivy.

## Vybavení města
Ve městě se nachází hotel, autokempy, pošta, dva autoservisy, základní škola a mateřská škola, muzeum a drobné obchody. Wilmington Hotel (původně Globe Hotel) byl založen okolo roku 1876. V jeho zadní části je možné nalézt historické stáje, které pocházejí z doby okolo roku 1880. Dalším příkladem dochované veřejné budovy je policejní stanice, nacházející se v hlavní ulici, jež byla založena také okolo roku 1880 a nyní je soukromým sídlem.

## Doprava
V oblasti se nacházela železniční trať, která se využívala od roku 1915 až do jejího uzavření v roce 1969.

## Historie
Před evropskou kolonizací v oblasti sídlili členové domorodého kmene Nukunu. První evropští obyvatelé se zde objevili v 19. století a oblast pojmenovali Krásné údolí („Beautiful Valley“). V letech 1860–61 byl ve městě založen hostinec pojmenovaný Roundwood Hotel, jehož zakladatelem byl Robert Blinman. Do roku 1879 došlo k výstavbě dnešního Wilmington Hotelu.
Město původně sloužilo jako zastávka pro zásilky obilí a vlny, které se koňmo nebo povozy přepravovaly z Port Augusty do Adelaide. Stáje, které se zde tehdy využívaly, se dochovaly dodnes.